# Campionati europei giovanili di nuoto 1995
I XXII Campionati europei giovanili di nuoto e tuffi si sono disputati nella sede di Ginevra per il nuoto e per i tuffi dal 18 luglio al 22 luglio 1995.
Hanno partecipato alla manifestazione le federazioni iscritte alla LEN; questi i criteri di ammissione:
- le nuotatrici di 14 e 15 anni (1981 e 1980) e i nuotatori di 16 e 17 (1979 e 1978)
- le tuffatrici e i tuffatori di 16, 17 e 18 anni (1979, 1978 e 1977) per la categoria "A"; Le ragazze e i ragazzi di 14 e 15 anni (1981 e 1980) per la categoria "B".

## Podi

### Uomini
| Evento               | Oro                   | Tempo    | Argento            | Tempo    | Bronzo             | Tempo    |
| Stile libero         |                       |          |                    |          |                    |          |
| 100 m                | Massimiliano Rosolino | 52"24    | Valter Magnusson   | 52"58    | Stefan Herbst      | 52"70    |
| 200 m                | Massimiliano Rosolino | 1'50"54  | Stefan Pohl        | 1'51"41  | Miklos Kollar      | 1'53"32  |
| 400 m                | Massimiliano Rosolino | 3'52"96  | Stefan Pohl        | 3'54"71  | Igor Snitko        | 3'54"88  |
| 1500 m               | Igor Snitko           | 15'24"32 | Denis Zavgorodny   | 15'32"10 | Emiliano Brembilla | 15'35"89 |
| Dorso                |                       |          |                    |          |                    |          |
| 100 m                | Stev Theloke          | 56"94    | Pavel Poznyak      | 58"31    | Robert Kroll       | 58"61    |
| 200 m                | Stev Theloke          | 2'03"47  | Pavel Poznyak      | 2'05"37  | Sébastian Joncourt | 2'05"55  |
| Rana                 |                       |          |                    |          |                    |          |
| 100 m                | Lars Neubauer         | 1'04"48  | Maksim Suvorov     | 1'04"56  | Dmitri Petrushin   | 1'04"85  |
| 200 m                | Dmitry Petrushin      | 2'17"54  | Massimo Parati     | 2'20"09  | Denis Peregud      | 2'20"64  |
| Farfalla             |                       |          |                    |          |                    |          |
| 100 m                | Daniel Coombs         | 55"90    | Harry Sedlmayr     | 56"37    | Miklos Kollar      | 56"45    |
| 200 m                | Miklos Kollar         | 2'02"90  | Aleksandar Malenko | 2'03"31  | Daniel Coombs      | 2'03"59  |
| Misti                |                       |          |                    |          |                    |          |
| 200 m                | Stev Theloke          | 2'05"09  | Piotr Florczyk     | 2'06"79  | István Batházi     | 2'07"20  |
| 400 m                | Jacob Carstensen      | 4'25"23  | István Batházi     | 4'27"25  | Michael Halika     | 4'28"41  |
| Staffette            |                       |          |                    |          |                    |          |
| 4x100 m stile libero | Germania              | 3'27"67  | Regno Unito        | 3'30"28  | Svezia             | 3'30"55  |
| 4x200 m stile libero | Germania              | 7'30"10  | Italia             | 7'31"01  | Polonia            | 7'39"67  |
| 4x100 m misti        | Germania              | 3'48"86  | Regno Unito        | 3'51"55  | Bielorussia        | 3'54"35  |

### Donne
| Evento               | Oro                  | Tempo   | Argento              | Tempo   | Bronzo              | Tempo   |
| Stile libero         |                      |         |                      |         |                     |         |
| 100 m                | Elena Nazemnova      | 57"34   | Olena Lapunova       | 57"71   | Ditte Jensen        | 57"92   |
| 200 m                | Olena Lapunova       | 2'03"10 | Elena Nazemnova      | 2'03"38 | Janina Götz         | 2'03"90 |
| 400 m                | Janina Götz          | 4'20"29 | Anna Simoni          | 4'20"36 | Jackie Fawkes       | 4'22"81 |
| 800 m                | Anna Simoni          | 8'53"33 | Jackie Fawkes        | 8'56"83 | Janina Götz         | 8'58"85 |
| Dorso                |                      |         |                      |         |                     |         |
| 100 m                | Elena Grechushnikova | 1'04"45 | Anu Koivisto         | 1'04"81 | Joanna Gronek       | 1'05"21 |
| 200 m                | Ilaria Colaiacomo    | 2'15"28 | Elena Grechushnikova | 2'16"44 | Angels Bardina      | 2'17"88 |
| Rana                 |                      |         |                      |         |                     |         |
| 100 m                | Ágnes Kovács         | 1'10"98 | Olga Landik          | 1'11"76 | Emma Igelström      | 1'11"87 |
| 200 m                | Natascia Manzotti    | 2'32"58 | Emma Igelström       | 2'32"95 | Olga Landik         | 2'33"77 |
| Farfalla             |                      |         |                      |         |                     |         |
| 100 m                | Elena Nazemnova      | 1'02"06 | Ana Francisco        | 1'03"25 | Franziska Willwoldt | 1'03"73 |
| 200 m                | Ana Francisco        | 2'15"56 | Erica Barazza        | 2'17"15 | Tinka Dancevic      | 2'18"39 |
| Misti                |                      |         |                      |         |                     |         |
| 200 m                | Francesca Bissoli    | 2'19"27 | Stéphanie Tafniez    | 2'20"77 | Laura Porchianello  | 2'20"94 |
| 400 m                | Francesca Bissoli    | 4'54"20 | Simona Păduraru      | 4'56"01 | Laura Porchianello  | 4'58"63 |
| Staffette            |                      |         |                      |         |                     |         |
| 4x100 m stile libero | Germania             | 3'53"62 | Russia               | 3'55"17 | Regno Unito         | 3'55"97 |
| 4x200 m stile libero | Germania             | 8'26"31 | Italia               | 8'28"08 | Paesi Bassi         | 8'34"61 |
| 4x100 m misti        | Russia               | 4'16"55 | Svezia               | 4'20"40 | Italia              | 4'21"08 |

### Tuffi
| Evento                  | Oro                | Punti  | Argento              | Punti  | Bronzo               | Punti  |
| Uomini - categoria "A"  |                    |        |                      |        |                      |        |
| trampolino 1m           | Aleksandr Skripnik | 485,45 | Christian Loffler    | 483,00 | Ryabetchenko         | 482,25 |
| trampolino 3m           | Dmitri Baibakov    | 570,20 | Jimmy Sjodin         | 517,20 | Aleksandr Skripnik   | 508,10 |
| piattaforma             | Gabriel Chereches  | 585,05 | Oleh Yanchenko       | 547,65 | Jimmy Sjodin         | 536,50 |
| Ragazzi - categoria "B" |                    |        |                      |        |                      |        |
| trampolino 1m           | Dmytro Lysenko     | 328.05 | Stefan Thomaneck     | 319.55 | Beglov               | 316.30 |
| trampolino 3m           | Mesherski          | 355,00 | Beglov               | 341,55 | Dmytro Lysenko       | 336,60 |
| piattaforma             | Peter Waterfield   | 287,45 | Mesherski            | 273,00 | Volkov               | 268,65 |
| Donne - categoria "A"   |                    |        |                      |        |                      |        |
| trampolino 1m           | Ditte Kotzian      | 422,10 | Christiane Kilb      | 413,30 | Efimenko             | 382,00 |
| trampolino 3m           | Ditte Kotzian      | 463,95 | Efimenko             | 462,00 | Yevgenya Olshevskaya | 424,90 |
| piattaforma             | Clara Elena Ciocan | 374,75 | Yevgenya Olshevskaya | 370,40 | Anisoara Opriea      | 369,30 |
| Ragazze - categoria "B" |                    |        |                      |        |                      |        |
| trampolino 1m           | Anna Lindberg      | 319,00 | Claudia Eißrich      | 315,35 | Svitlana Serbina     | 306,10 |
| trampolino 3m           | Silvia Golle       | 345,45 | Claudia Eißrich      | 338,15 | Anna Lindberg        | 331,05 |
| piattaforma             | Olga Khristoforova | 273,35 | Claudia Eißrich      | 269,95 | Silvia Golle         | 258,40 |

## Medagliere
- Nuoto

| Posizione | Paese         | Oro | Argento | Bronzo | Totale |
| --------- | ------------- | --- | ------- | ------ | ------ |
| 1         | Germania      | 10  | 3       | 5      | 18     |
| 2         | Italia        | 8   | 5       | 4      | 17     |
| 3         | Russia        | 5   | 5       | 2      | 12     |
| 4         | Ucraina       | 2   | 2       | 1      | 5      |
| 5         | Ungheria      | 2   | 1       | 3      | 6      |
| 6         | Gran Bretagna | 1   | 3       | 3      | 7      |
| 7         | Portogallo    | 1   | 1       | 0      | 2      |
| 8         | Danimarca     | 1   | 0       | 1      | 2      |
| 9         | Svezia        | 0   | 3       | 2      | 5      |
| 10        | Bielorussia   | 0   | 2       | 2      | 4      |
| 11        | Polonia       | 0   | 1       | 2      | 3      |
| 12=       | Belgio        | 0   | 1       | 0      | 1      |
| 12=       | Finlandia     | 0   | 1       | 0      | 1      |
| 12=       | Macedonia     | 0   | 1       | 0      | 1      |
| 12=       | Romania       | 0   | 1       | 0      | 1      |
| 16=       | Croazia       | 0   | 0       | 1      | 1      |
| 16=       | Paesi Bassi   | 0   | 0       | 1      | 1      |
| 16=       | Spagna        | 0   | 0       | 1      | 1      |
| 16=       | Israele       | 0   | 0       | 1      | 1      |
| 16=       | Francia       | 0   | 0       | 1      | 1      |
| Totale    |               | 30  | 30      | 30     | 90     |

- Tuffi

| Posizione | Paese         | Oro | Argento | Bronzo | Totale |
| --------- | ------------- | --- | ------- | ------ | ------ |
| 1         | Germania      | 3   | 6       | 1      | 10     |
| 2         | Russia        | 3   | 3       | 3      | 9      |
| 3         | Ucraina       | 2   | 2       | 5      | 9      |
| 4         | Romania       | 2   | 0       | 1      | 3      |
| 5         | Svezia        | 1   | 1       | 2      | 4      |
| 6         | Gran Bretagna | 1   | 0       | 0      | 1      |
| Totale    |               | 12  | 12      | 12     | 36     |